# ビリー・カーン
ビリー・カーン (Billy Kane) は、SNK（SNKプレイモア）の対戦型格闘ゲーム『餓狼伝説』シリーズなどに登場する架空の人物。

## キャラクター設定
シリーズ第1作の『餓狼伝説』（以下、初代『餓狼』と表記）より登場。出稼ぎでサウスタウンに来たらしく、当初はギース・ハワードが支配する工場で働いていた。仕事仲間とのいざこざで大人数とケンカになり、その際鉄パイプを使って全員を血の海に沈めたところを偶然見かけたギースによって取り立てられ、以降はハワード・コネクションの構成員となる。
最初は単に用心棒として雇われただけだが、ギースに厚く忠誠を誓うビリーをギースも信頼しており、シリーズが進むに連れて、ギースから重要な秘密などの管理を任されるなど、コネクションの中枢の任務にも関わることが多くなり、側近の地位にまで上り詰めた。
ビリーの高い戦闘能力には、ギースも一目置いている。なお、彼の棒術の師はサウスタウンに住む東洋人の男性であるが、技を全て会得したビリーによって殺害された。ギースの命令であり、「ギース自身もそうした」という理由で師を殺害した。
ビリーはギースに心酔し、絶対の忠誠を誓っている。そのため、ビリー自身は人から命令されることをひどく嫌うが「ギース様だけは別だ」と語っている。ギースのことは自分の命よりも優先すべき存在と思っており、その忠誠心はギースの死後も消えることはなかった。
初代『餓狼』では六角棍を使っていたが、それを無くすと戦う術を失うという弱点があった。『餓狼伝説2』（以下『餓狼2』と表記）以降は、発火させることができる特注品のコンバーター三節棍を使っている。ちなみに『KOF'96』のエンディングにおいてはライフルの弾丸を防ぐほどの強度を誇る。
頭に巻いたバンダナが特徴で、その下の髪が描かれる場合は概ね金髪を短く刈った髪型だが、2014年に稼働したパチスロ『餓狼伝説PREMIUM』では黒髪で、側頭部を剃り上げて伸ばした後ろ髪を後頭部で束ねた髪型となっている。このバンダナは基本的に赤白のストライプ柄だが、『KOF XIV』（以下『KOF XIV』と表記）及び後述の『THE KING OF FIGHTER for GIRLS』ではユニオンジャック柄となっている。
初代『餓狼』では素肌にオーバーオールを着用し、『餓狼2』および『餓狼伝説スペシャル』（以下『餓狼SP』と表記）ではユニオンジャック柄のノースリーブシャツを着用している。『リアルバウト餓狼伝説』（以下『RB』と表記）以降は禁煙マークの入ったジャンパーを着用することが多いが、ビリー本人はヘビースモーカーである。銘柄は両切りのゴロワーズで、1日2箱は吸う。
幼いころから両親がおらず、サウスタウンの下町で食事も満足にとれない程貧しい暮らしを送っていた。リリィという8歳年下の妹がおり、彼女をとても大事にしている。誰も信用していない彼にとって妹のリリィは唯一の家族であり味方であった。彼は妹のためなら何でもした。妹が幼い頃には家事全般をこなし、生活を支えるために犯罪にも手を出した。少しでも贅沢をさせてやりたい、という一心からギースの配下になった。ジョー・ヒガシがリリィに好意を抱いているのを知っているが、ビリーはそのことに対して快く思っておらず、『餓狼伝説3』（以下『餓狼3』と表記）でのジョーのエンディングではジョーがリリィの肩に手をかけており、その奥でビリーが怒り狂いながら三節棍を振り回している。続く『RB』でのビリーのエンディングでは、逆にビリーがリリィを小脇に抱えてジョーから奪還している。ビリーはリリィの前では普通の兄として振る舞うようにしており、裏社会で生きる姿を極力見せないようにしている。肉親の絆というものを好まないギースも、リリィのことは不問にしている。しかしながらビリーはギースに絶対的な忠誠心を持っているために、ギースとリリィの命を天秤にかける時はギースを優先させる。
『餓狼2』および『餓狼SP』での戦いの舞台はイングランドのロンドン。奥に歯車が並んでおり、ライン移動ができない（ライン飛ばし攻撃を食らうと歯車にぶつかり、追加ダメージを受けて手前のラインに戻される）。ラウンド4（エクストララウンド）まで進むと、ステージの左側に洗濯物がぶら下がっているが、これはビリーの趣味である洗濯を反映させたもの。
『餓狼SP』では、総当たり戦となるために、ギースもしくはビリーをプレイヤーとして進めていくと、お互いに戦う場面が発生する。ギースに対して忠誠心があるビリーだが、「夢のようだ」と言って正々堂々と戦いを挑む。しかしギースに勝つと「あんたの腕もサビついちまったようだな」と見下すような台詞を吐く。ただ、本心としてはギースやクラウザーに勝利するのは想定外だったようであり、彼のエンディングでは困惑している姿が描かれている。
初代『餓狼』のリメイク作品の『餓狼伝説 WILD AMBITION』（以下『餓狼WA』と表記）ではライデンとともにプレイヤーキャラクターとして登場する。ただし『餓狼WA』での使用武器は三節棍になり、1Pの衣装は『RB』のジャンパーのアレンジで、2Pの衣装はベストとネクタイに変更されている。

### 各作品ごとの設定・演出

#### 餓狼伝説
『餓狼2』および『餓狼SP』ではヴォルフガング・クラウザーの部下になっていたが、その目的はクラウザーを監視することにあり、これはギースからの命令であった。ただし、『餓狼2』の稼働当初は、ギースは本当に死んでいてテリー・ボガードとアンディ・ボガードへの復讐のためにクラウザーと組んでいる設定になっていた。『餓狼』および『餓狼2』の時点では、ビリーの出身国は「アメリカ」との設定であったが、『餓狼SP』以降は「イギリス」に変更された。
『餓狼3』ではテリー、アンディ、ジョーのCPU戦のみ対ギース戦前に登場する。また、ギースのエンディングにも姿を見せる。
『RB』のエンディングでは、自身が倒したシャドウ（クラウザー配下のギースの影武者）の顔に「にせもの」とラクガキをするお茶目な一面もある。
『リアルバウト餓狼伝説スペシャル DOMINATED MIND』（以下『RBSDM』と表記）では、ボスキャラクターであるホワイトに洗脳されるという憂き目に遭った。
『リアルバウト餓狼伝説スペシャル』（以下『RBS』と表記）では、「『RB』以後、ギース死亡のショックで精神に異常をきたした」という設定のEXビリーが、隠しキャラクターとして登場している（ゲーム上の性能は『RB』のビリーとほぼ同じ）。
『餓狼伝説 City of the Wolves』（以下『餓狼CotW』と表記）ではギース亡き後ハワードコネクションのトップに立ち、これからどの様にファミリーを引っ張って行くのか悩みつつトップで活動。自らのボスだったギースを殺したテリーに思う所が有り戦いの機会を伺っている。尚、姿が旧『餓狼伝説』シリーズから登場しているテリー、舞、アンディ、ジョーが未だ若い顔立ちをした面影を持つのに対しビリーは茶色サングラスを掛け、トレードマークのバンダナを外し金髪を晒し、金の鼻髭と顎髭を生やした中年の顔立ちの姿になり姿が大きく変更された。因みに『餓狼CotW』製作発表当時のティザーイラストでは旧『餓狼伝説』シリーズ『餓狼3』-『RB2』『RBSDM』の頃の姿でロックとカイン共々描かれていた。

#### ザ・キング・オブ・ファイターズ
『ザ・キング・オブ・ファイターズ』（以下『KOF』と表記）シリーズの一作目である『KOF'94』では、イギリスチームとしてキングとビッグ・ベアと組んで登場が予定されていたが、女性格闘家チーム編成に伴い、ベアとビリーの出場はなくなった。なお、ビリーはスーツ姿でメキシコ（龍虎の拳チーム）ステージ、ベアはイタリア（餓狼伝説チーム）ステージの背景に登場している。
『KOF'95』（以下『'95』と表記）ではギースの命令で八神庵と如月影二の二人と「ライバルチーム」を結成して出場するが、そのエンディングで庵に不意討ちを受け、影二とともに倒されてしまった。それ以降、八神庵を敵視している。『'95』の衣装は初代『餓狼』と同様に素肌にオーバーオールを着用している。K.O負けすると三節棍が回転しながら飛んでしまい、時間切れで負けると三節棍を真っ二つに折る。
『KOF'96』では、ボスチームのステージの背景に同僚のリッパー、ホッパーとともに登場する。ボスチームのエンディングでは、ギースがMr.ビッグから銃撃された直後、その銃弾を棒で防いでギースを守っている。
『KOF'97』（以下『'97』と表記）ではギースの指示でブルー・マリーと山崎竜二とともに「'97スペシャルチーム」として出場。以降の作品では、この二人（特に山崎）と組んでの出場が多い。
『KOF2003』（以下『2003』と表記）では山崎、牙刀と組んで「アウトローチーム」として出場。ギースの意図で組まれたチームだったが、無界との戦いの直後に牙刀は結局大会に父親が現れなかったことでその場を離れ、更には「血が騒ぐ」と挑発してきた山崎と小競り合いを行い、チームは空中分解している。なお、この『2003』のみコスチュームのデザインが『餓狼WA』の1Pカラーに近いものになっている。
家庭用『KOF XIII』では唯一の新規追加キャラクターとして出場。『KOF XIII』の衣装は『'95』と同様に素肌にオーバーオール。また、悪態をつきながらもリリィと親密なジョーへの気遣いを見せている。
『KOF XIV』では主人のギースと新たなハワード・コネクションのメンバー・ハインとともに「サウスタウンチーム」として出場。『KOF XV』ではハインが自身の代わりに山崎をチームに加えることをギースに了承してもらうが、ハインが素直にギースに忠誠を誓ってないと気づいたビリーは、リッパーとホッパーに「ハインから目を離すな」と依頼する。
『KOF XIV』以降はリリィに未だに好意を抱くジョーから「お兄様」と呼ばれるがビリーはジョーに対して殺意をむき出しにしており、『KOF XIII』とは逆の対応をしている。『KOF XV』の「餓狼伝説チーム」のエンディングではジョーがリリィをデートに誘ったことに憤慨して、ジョーを病院送りにする。
『KOF MAXIMUM IMPACT 2』（以下『KOF MI2』と表記）ではギースの死後、裏世界から足を洗ってイギリスの片田舎に隠れ住み、リリィとともに平穏な生活を送っていた。しかし『KOF』の開催を知ると、サウスタウンが誰の街であるかを思い知らせるために舞い戻るが、さらにこのことは後に妹のリリィの耳にも届くことになり、兄を真人間にする更生目的の妹の大会参加までに発展することとなる。同作では彼に限ったことではないが、日本語で喋る場面が多くなっている。『KOF MI2』に開催された大会で、マキシマに棒を使うことを抗議されたが、サイボーグである彼に対して、そのことを言われたくないと強い口調で言い返している。また同作やアニメ『Another Day』では、ギースの実子であるロック・ハワードに執着し、ビリーは彼をハワード・コネクション復興の要にしようと画策、会うたびにサウスタウンの支配に引き込もうとする。
女性向け恋愛ゲーム『THE KING OF FIGHTER for GIRLS』では、『KOF MI2』と同様にギースと死別しており、大会主催者のナギが結成させたオフィシャルチームの一員として、ナギの側近のヨミ、山崎竜二とチームを組んでいる。ただし、ゲームシステム上はナギ・ヨミ・ビリーの三人が「神世界チーム」として扱われる。
『THE KING OF FIGHTERS ALLSTAR』では通常のビリーのほか、2019年7月30日より女体化されたプリティー・ビリーが登場。腰まで伸びた長い髪をカチューシャ状にしたバンダナで飾った美少女で、衣装は『KOF XIV』のものをベースにしているが、へそ出しになっていたりジーンズの右足の部分が大胆にカットされていたりとアレンジされている。
3DCGアニメ『THE KING OF FIGHTERS: DESTINY』では、バンダナの下の髪色・髪型の設定が前述の『餓狼伝説PREMIUM』と同様のものに変更されている。

#### カプコンとのクロスオーバー
『頂上決戦 最強ファイターズ』ではトーナメントモードでカプコン側のキャラクターを選択している場合に登場。ギースの命令でプレイヤーキャラクターを襲うが、ライバルキャラクターにあっさり退場させられる（選んでいたカプコン側キャラクターがベガだった場合、ベガのライバルキャラクターであるギースが現れてビリーを叱責しながら画面外へ吹き飛ばす）。なお、SNK側を選択していた場合に登場し、同様の役回りになるバルログはその後の『CAPCOM VS. SNK』シリーズおよび『SVC CHAOS』に使用キャラクターとして登場できたのに対し、ビリーは『CAPCOM VS. SNK 2』で妹のリリィとともにロンドンステージに背景出演したり、『SVC CHAOS』で同僚のリッパーやホッパーとともにギースの個別エンディングに登場する程度となっている。ただし、カードゲームの『激突カードファイターズ』シリーズではビリーの個別キャラクターカードが全ての作品に存在する。

### キャラクターの原型
最初にデザインされた時のモデルはイギリス出身のプロレスラー、ダイナマイト・キッドで、当初は金髪の坊主頭の設定だったが、デザイナーの猛反対によって変更されバンダナの下はフサフサの髪の毛になっている。『ネオジオフリーク』誌での『RB』の開発者インタビューなどでは、モデルは俳優のエミリオ・エステベス（当時）とされている。

## ゲーム上の特徴
格闘スタイルは棒術。初代『餓狼』では、「旋風飛翔棍」で棒をなくすとひたすら身を守り行動不能になる。同作のビリーの攻撃は全てガード可能で投げ技が存在しないため、対CPU戦ではひたすらガードを固めて棒を投げてくるのを待ち、代わりの棒を受け取った直後の隙に投げを決める（投げると棒をまた手放す）というのを繰り返すだけで勝つことが可能であった。
『餓狼2』での対CPU戦では三闘士の第1番目として登場し、プレイヤーの前に立ちはだかる。機動力の高さはさほどでもないが、各種通常技、驚異的なリーチの長さである「三節棍中段打ち」、対空迎撃に使用する「雀落とし」、反撃技の「旋風棍」でプレイヤーを寄せ付けない強さを見せた。アクセル・ホーク、ローレンス・ブラッド、ヴォルフガング・クラウザーともに、スーパーファミコンやメガドライブなどの一部の移植版でのみ、隠しコマンドを入力することで使用できる。
最初から使用可能となった『餓狼SP』では、超必殺技の「超火炎旋風棍」が追加されたことで、攻撃だけでなく守備面も強化された。CPUビリーにパーフェクト勝ちすると4万点のボーナスが貰える。『RB』シリーズでは、続編が出るごとに性能が変更されている。『リアルバウト餓狼伝説2』（以下『RB2』と表記）では、強攻撃の性能が大きく変更されたが、三節棍による攻撃のリーチの長さは変わらず。『RB』や『RBS』（EXビリー）での潜在能力である「紅蓮殺棍」は、連続技や反撃技として優秀な性能を誇る。
『KOF』シリーズでは、三節棍による攻撃のリーチの長さは不変のものだが、全体的に攻撃判定がそれほど強くはなく、また、機動力も高くはないため、攻めと守りを堅実にこなす地道な戦法を取ることが多い。特殊技の「大回転蹴り」はビリーの技の中でも性能が高く、通常技をキャンセルして出すと効果的。

## 技の解説

### 通常技

#### 『KOF』シリーズ
技名が公表されている『'95』の名称のみ記載。
| 操作           | 立ち（近距離） | 立ち（遠距離） | しゃがみ       | 垂直ジャンプ | 前方ジャンプ     | 後方ジャンプ     |
| -------------- | -------------- | -------------- | -------------- | ------------ | ---------------- | ---------------- |
| 弱パンチ       | 秘中打ち       | 恐怖大中段打ち | しゃがみジャブ | 空中飛翔打ち | ジャンプ満月打ち | ジャンプ満月打ち |
| 強パンチ       | 中段打ち       | 薙刀払い       | 下段突き       | 空中飛天突き | 飛翔棍           | 飛翔棍           |
| 弱キック       | 摺り払い       | 摺り払い       | しゃがみキック | 跳び蹴り     | 跳び蹴り         | 跳び蹴り         |
| 強キック       | 喧嘩キック     | 顔面回し蹴り   | しゃがみ足払い | 脳天蹴り     | 脳天打撲蹴り     | 脳天打撲蹴り     |
| 攻撃避け       | 旋円かわし     | 旋円かわし     | -              | -            | -                | -                |
| カウンター     | 表裏旋円打ち   | 表裏旋円打ち   | -              | -            | -                | -                |
| ふっ飛ばし攻撃 | 一刀両断振り   | 一刀両断振り   |                | 丸太落とし   | 丸太落とし       | 丸太落とし       |

### 通常投げ
一本釣り投げ
相手を三節棍で吊るし上げて後方に投げ飛ばす。『RB』以降は、棍に捕えたまま地面に叩き付ける。
地獄落とし
相手を三節棍で吊るし上げて連続で締め上げた後、奥ラインに投げ飛ばす。『RB』以降は、そのまま地面に叩き付ける。

### 特殊技
しゃがみ上段打ち / 青龍撃腿
避け攻撃。三節棍を足元から掬うようにして振り上げる。発生はやや遅いが、攻撃判定は見た目よりも大きく、対空や突進技に対しても使用可能。また、足元から掬うように攻撃する分、下半身が無防備という避け攻撃の弱点の影響を受けにくい。『RB』以降は名前が「青龍撃腿」に変更された。
頭割下方撃
『RB』以降のダウンした相手への追い打ち攻撃。「火炎三節棍中段付き」や投げを決めた後などに使う。
強攻中段突き
『RB』のみ使用する特殊技（モーション自体は続編の『RB2』でもコンビネーションアタックの一部として残されている）。三節棍を前方に付き出し攻撃する。
背面跳び蹴り
『餓狼WA』での特殊技で、浴びせ蹴りを放つ技。
陀龍対脚
『餓狼WA』での特殊技。三節棍を支点にして跳び上がりながら蹴りを放ち、落下時に踵落としを繰り出す。
棒高跳び蹴り
『KOF』シリーズでの特殊技。棒高跳びの要領で棍を地面に突き立て、棍を掴んだまま前方へ跳び蹴りで突進する。シリーズによってはしゃがみガード不能になっている。『餓狼』シリーズでは通常技（『RB』以降の遠距離立ちC）として使われている。
大回転蹴り
『KOF』シリーズの『'97』以降での特殊技。前方へ小さく跳んで三節棍を振り回し、立て続けに中段後ろ回し蹴りを入れる。弱攻撃からつながるほど発生が早く、相手を固める際に効果を発揮する。『餓狼』シリーズでは通常技（『RB』以降の遠距離立ちB）として使われている。
竿打ち
『KOF XIII』で使用。身体を捻りながら三節棍を前方に突き込む。
直下打ち
『KOF XIV』で使用。ジャンプ中に発動可能で、三節棍を突き立てるようにして真下を攻撃する。

### 必殺技
旋風飛翔棍
初代『餓狼』で披露した技。棒を回転させて投げるが、その棒は戻ってこない。一定時間が経過すると、場外から換えの棒が投げ込まれ、それまでビリー本体は防御に徹する。
旋風棍
その場で棒を回転させる技。『餓狼2』『餓狼SP』では相手の飛び道具を相殺する効果を持つ。
集点連破棍
その場で棒の乱れ突きを繰り出す。元々はタカラ開発のSFC版初代『餓狼』で追加された技だったが、後に本家の『RBS』でEXビリーの技として採用された（なお、通常のビリーもコンビネーションアタックの一部として使用する）。
三節棍中段打ち / 中段三節棍突き
『餓狼2』からの技で、三節棍を分割して伸ばして攻撃する。「中段三節棍突き」は『餓狼2』でのみの名称。リーチは非常に長いが、腕と棍の部分に食らい判定がある。『餓狼』シリーズや『'95』では、相手の飛び道具をかき消すことができる（『'95』では一部の飛び道具のみ）。
火炎三節棍中段突き
『RB』からの「三節棍中段打ち」の追加技で、三節棍を再度伸ばし、先端と連結部を発火させて相手を燃やす。食らった相手はダウンする。

雀落とし
斜め上に三節棍を伸ばす（技名を借りれば、三節棍上段打ち）。『餓狼2』『餓狼SP』でのコマンドは、斜め下に溜めて斜め上にレバーを引く溜め技であった。対空に使うには先読みが必要。『RB』以降や『KOF』シリーズでは溜め技ではなくなっており、『KOF'98』（以下『'98』と表記）では裏性能版のビリーで使用できる。
強襲飛翔棍
『餓狼2』からの技。棒を地面に突き立てて奇声を発しつつ棒高跳びの要領で画面外へ飛び上がり、棒を回転させながら急降下する。『餓狼2』『餓狼SP』『'95』では、飛び上がる直前のビリー本体が無敵状態になる（『'95』では投げられ判定あり）。レバーを左か右に入力することにより、落下地点をある程度調節できる。『'95』での技名は、初代『餓狼』で登場したものと同じ「旋風飛翔棍」であった。
強襲旋風棍
『餓狼WA』でのみ使用する「強襲飛翔棍」からの追加入力技。棒を突き立てた後、前方に飛びつつ棒を回転させて攻撃する。
強襲飛空棍
同じく『餓狼WA』での「強襲飛翔棍」からの追加入力技。棒を突き立てて飛び上がった後、空中で一瞬静止してから棒を構えて急降下する。

火龍追撃棍
『RB』からの技で、「中段当て身投げ」に相当する技。棒を構えて相手の攻撃を受け止め、三節棍に分割して左右に振り回し反撃する。
『餓狼』シリーズでは『RBS』以降から、直接攻撃をする技に変更されており（『RBS』のEXビリーの同じ技は、『RB』のビリーに準拠する）、『KOF'98 ULTMATE MATCH』（以下『'98UM』と表記）での裏性能版にもこのタイプのものが追加されている。
水龍追撃棍
これも『RB』からの技。「上段当て身投げ」に相当する技。棍を構えて相手の攻撃を受け止める、三節棍に分割して振り下ろす。『RBS』では2つともブレイクショットに対応している。
なお、『KOF』シリーズでは「火龍追撃棍」と技名が入れ替わっている。
旋円殺棍
『'97』からの技。棒を回転させながら上昇する。いわば「紅蓮殺棍」の炎なし版。
雲雀落とし
『KOF2002 UNLIMITED MATCH』（以下『2002UM』と表記）からの技。斜め上に伸ばした棒を素早く戻して爆発させる。

### 超必殺技・潜在能力
デストロイスタッド
タカラ開発のメガドライブ版『餓狼2』のオリジナル技。地面に棒を突き立て、気の柱を立てる。発動すると相手の位置に自動でホーミングする能力がある。
超火炎旋風棍
『餓狼SP』から追加された。棒の両端に炎を灯して激しく回転させた後、炎の輪を作り出して前方へ飛ばす。炎の射程は短く、威力も低めだが、『'95』にて、相手に密着した状態でこの技を当てると、相手の残り体力や耐久力に関係なく、全体力の9割近くのダメージを与えることができる。
紅蓮殺棍
『RB』からの技で、潜在能力。炎を灯した棒を振り回しながら勢いよく飛び上がる。『RBS』でのEXビリーの潜在能力でもある。『RB2』や『餓狼WA』では超必殺技。『KOF MI』シリーズや『'98UM』の裏性能版、『2002UM』でも使用。
紅蓮殺棍・改
『RBSDM』の隠し技。名前通り「紅蓮殺棍」の改良版で、飛び上がった後に炎の輪を斜め下に飛ばす。『'98UM』では「紅蓮殺棍」のMAX版になっている。
大旋風
『RBS』にて追加された潜在能力。体を小さく浮かせて棒を思い切り振り上げ、さらに勢いよく叩き付ける。
『KOF』シリーズでは残像で棒が幾つも分裂したように見える演出がなされている。
サラマンダーストリーム
『RB2』からの技。自ら炎を纏い、炎を灯した棒を三節にして振り回し、さらに目の前に叩き付けて火柱を立てる。『'98』における裏ビリーの2つ目の超必殺技。
ライアーエレメンタル
『KOF2002』のMAX2。初代『餓狼』でのように棒を投げてしまい、防御に徹したポーズを取る。ここに攻撃を受けると、すぐさま予備の棒を取り出して反撃で連撃を喰らわせて、最後に「大旋風」を決める。技名を日本語に訳すと「嘘つきな精霊」。
旋空殺棍
『2003』のリーダー超必殺技。棒での突きを決めた後、相手の頭上へ飛び上がって三節にした棒で突きまくり、最後に三節棍を相手の首に引っ掛けて空中に放り上げる。
大紅蓮螺旋棍
『KOF XIII』のNEO MAX超必殺技。「超火炎旋風棍」の発展版で、炎を灯した棒を頭上で回転させた後、棒を前方へ伸ばして螺旋状の炎を飛ばす。
殺棍・大焦熱
『KOF XIV』のCLIMAX超必殺技。棒を頭上で回転させてから、棒がしなるほど地面に強く突き立て、擦り付けるように振り上げて巨大な火柱を起こす。

### ストライカー動作
連撃円殺棍
ジャンプ攻撃と「旋円殺棍」の連続技。『KOF'99 EVOLUTION』（以下『'99』と表記）のエキストラストライカー版(Justice)は飛び蹴りで始めるが、『KOF2000』のアンディのアナザーストライカー版は飛び込み棒攻撃で始める。
ハンギングツリー
飛び込んで「一本釣り投げ」を仕掛ける。『'99』のエキストラストライカー版(Dark)のみ使用する。

## 他のメディアでのビリー
『コミックボンボン』の漫画版『餓狼伝説』（細井雄二・著）では「人間凶器」の異名を持ち、テリーとの勝負に負けたマイケル・マックスとホア・ジャイを何の躊躇いもなしに棒で頭を貫通させて処刑するというゲーム以上の残酷さを見せている。続編の『2』では、テリーに敗れた上にギースを失ったショックから酒浸りの日々を送っていたが、ローレンスにスカウトされてクラウザーの配下として復活を果たす。テリーを一度は倒すが「一勝一敗」としてトドメは刺さず、テリーの再起に期待して決着を促す。クラウザーの居城においては同僚のチン・シンザンの手で重傷を負わされながらもテリーと決着を付けようとするが、クラウザーの攻撃からテリーを庇って倒れた。『3』には未登場。『餓狼1』では一人称は「私」だったが、『2』以降は「オレ」になっている。また、この作品の「強襲飛翔棍」は飛び込みを撃墜する対空技になっている。
『ボンボン増刊号』に連載された漫画版『KOF』（細井雄二・著）にも登場。草薙京と戦い、彼にテリーと同じ物を感じる。最後は庵に奇襲され、倒された。
『電撃CD文庫』では、航空機が嫌いという一面を見せている。

## 担当声優
格闘ゲームでの担当声優
- 生瀬勝久 - 『餓狼2』・『餓狼SP』、『KOF'95』
- 難波圭一 - 『餓狼3』（演出・非プレイヤーキャラクター）
- 山西惇 - 『RB』〜『餓狼WA』、『KOF'97』〜『KOF'2002』、『KOF MI』シリーズ（2以降）
- せいじろう - 『KOF2003』、『KOF XIII』
- 政木まさき - 『KOF XIV』以降のゲーム作品

格闘ゲーム以外のゲームでの担当声優
- 狭川尚紀 - パチスロ『餓狼伝説Premium 』
- 政木まさき - アプリ『THE KING OF FIGHTERS ALLSTAR』
- 伊藤静 - アプリ『THE KING OF FIGHTERS ALLSTAR』：プリティー・ビリー
- 石谷春貴 - 『THE KING OF FIGHTERS for GIRLS』

その他の関連作品での担当声優
- 難波圭一 - CDドラマ『電撃CD文庫 餓狼伝説』
- せいじろう - アニメ『The King of Fighters: Another Day』
- 中村大樹 - アニメ『バトルファイターズ 餓狼伝説』
- 西村朋紘 - アニメ映画『餓狼伝説 -THE MOTION PICTURE-』
- 政木まさき - 3DCGアニメ『THE KING OF FIGHTERS:DESTINY』

## 関連人物
- ギース・ハワード - 上司、『XIV』『XV』のチームメイト
- ロック・ハワード - ギースの息子
- ヴォルフガング・クラウザー - 上司の政敵、一時は秦の秘伝書を入手の為クラウザーの元へ部下として潜入
- 山崎竜二 - 上司の政敵、『'97』『'98』『'98UM』『2002』『2002UM』『2003』『XV』のチームメイト
- テリー・ボガード - 上司の敵対者、『RB』以降因縁
- アンディ・ボガード - 上司の敵対者
- ジョー・ヒガシ - 上司の敵対者、妹に好意を抱く人物
- ブルー・マリー - 上司の敵対者、『'97』『'98』『'98UM』『2002』『2002UM』のチームメイト
- 牙刀 - 『2003』のチームメイト
- リリィ・カーン - 妹
- リッパー - 同僚
- ホッパー - 同僚
- ホア・ジャイ - 『餓狼』では同僚、『餓狼2』以降は元･同僚
- ライデン - 『餓狼』では同僚、『餓狼2』以降は元･同僚
- 八神庵 - 『'95』のチームメイト、『'96』以降は因縁の相手
- 如月影二 - 『'95』のチームメイト
- ハイン - 『XIV』のチームメイト、一時的に自身の後輩だった敵対者